# 天主教安科纳-奥西莫总教区
天主教安科纳-奥西莫总教区是罗马天主教在意大利中部马尔凯大区设立的一个总教区，1986年由安科纳总教区和奥西莫教区合并成立。
安科纳-奥西莫总教区是安科纳-奥西莫教省的中心。現任教區總主教為愛德華·梅尼切利樞機。